# Gy-en-Sologne

Gy-en-Sologne este o comună în departamentul Loir-et-Cher, Franța. În 1 ianuarie 2022 avea o populație de 496 de locuitori.